# Rescripto
Rescriptum es la Carta o Cédula Real que expide el Rey a instancia y petición de alguna persona, ya derogando el derecho en su favor o ya concibiéndola conforme a él. 
Se llamaba también Sobrecarta cuando en la segunda Cédula se insertaba la primera como sucede asimismo en las segundas provisiones despachadas en los tribunales en que se manda guardar lo mismo que se determinó en las primeras insertándose lo ordenado en estas. Pero entendida la voz latamente, comprende cualquier privilegio, beneficio o dispensación concedida por el Príncipe, único autor de estas gracias. 
Existen dos tipos de rescriptos:
- rescriptos de gracias. Son los que dependen de la mera liberalidad del Príncipe quien en favor de alguno concede su gracia, præter, vel contra jus commune.
- rescriptos de justicia. Son los que miran a la administración de justicia como cuando se nombra en ellos Juez delegado para conocer de la causa o declara el derecho de las partes, por lo cual se denominan rescriptos ad litem. Se llamó a rescribendo vel a scribendo por formalizarse la orden en escrito o con la autoridad Real.